# Adrien Saint-Joré
Adrien Saint-Joré est un acteur français.

## Filmographie partielle

### Cinéma
- 2002 : La Mentale de Manuel Boursinhac
- 2003 : Fanfan la Tulipe de Gérard Krawczyk
- 2003 : Sept ans de mariage de Didier Bourdon
- 2003 : Tais-toi ! de Francis Veber
- 2004 : Dans tes rêves de Denis Thybaud : Max
- 2005 : Les Mauvais Joueurs de Frédéric Balekdjian : Alex
- 2005 : Il était une fois dans l'Oued de Djamel Bensalah : Bruno
- 2006 : L'Ennemi intime de Florent Emilio Siri : le soldat Lacroix
- 2008 : Fracassés de Franck Llopis : Damien
- 2010 : Halal police d'État de  Rachid Dhibou : Aristide
- 2013 : Les Trois Frères : Le Retour de Didier Bourdon : Modeglue

### Télévision
- 2002 : P.J, saison 6 épisode 7, Police en danger : Francis Ribera
- 2003 : Julie Lescaut, épisode 4 saison 12, Pirates de Pascale Dallet : Damien
- 2004 : Bien agités ! de Patrick Chesnais
- 2009 : P.J, saison 13 épisode 1, Échec scolaire : Tartare
- 2009 : P.J, saison 13 épisode 12, Réglement de comptes : Serge
- 2009 - 2010 : Plus belle la vie (série télévisée) : Johnny Flores
- 2010 : À vos caisses de Pierre Isoard
- 2010 : Braquo d'Olivier Marchal (série télévisée): Le jeune agresse par Max
- 2011 : L'Épervier de Stéphane Clavier (série télévisée)
- 2011 : Saïgon, l'été de nos 20 ans de Philippe Venault

### Clips
- 2008: Clip de Zazie,  J'étais là